# MechWarrior
MechWarrior è un videogioco realizzato dalla software house Dynamix e pubblicato da Activision nel 1989 per MS-DOS. Si tratta di una simulazione di pilotaggio di mech (in parte GdR e gestionale), con visuale in prima persona.
È ispirato al gioco da tavolo BattleTech, dell'editore di giochi di ruolo e wargame FASA.
Nel 1993 fu pubblicato MechWarrior (omonimo titolo) per console Super Nintendo Entertainment System.

## Trama
L'ambientazione generale è quella di BattleTech, dove l'umanità ha colonizzato una larga porzione di Via Lattea, poi suddivisa in Stati interstellari controllati da dinastie nobiliari guerrafondaie. In conseguenza di ciò, la galassia è divenuta teatro di ostilità interminabili. I mech detti BattleMech, macchine imponenti e avanzate, in genere antropomorfe, condotte da un'élite di piloti chiamati MechWarrior, divennero determinanti sui campi di battaglia. 
Gideon Braver Vandenburg è il figlio diciottenne di Cameron Vandenburg, duca della Luna di Ander. Tale mondo fu colonizzato dalle famiglie nobili dei Vandenburg e dei McBrin. I Vandenburg furono ricompensati, dalla Casata dei Davion, con la concessione di un ducato, per il valore dei loro soldati, dimostrato nel corso delle Guerre di Successione.

Alla morte di un duca, il suo successore viene eletto dal Consiglio dei Rappresentanti ed "unto" con l'olio del sacro "Calice di Herne", un antico artefatto della Terra, simboleggiante la carica ducale.

Il titolo nobiliare ha creato, nel corso dei secoli, una rivalità amara tra la famiglie dei Vandenburg e dei McBrin.
Il 1º marzo del 3024, Gideon Braver Vandenburg lascia il Castello Vandenburg, roccaforte del padre, per una visita alle aziende di famiglia. Al suo ritorno, trova una tragica sorpresa: un gruppo di piloti MechWarrior (moderne incarnazioni dei cavalieri medioevali), a bordo di BattleMech, ha attaccato il castello, trucidato la sua famiglia e rubato il Calice di Herne, insieme ad altri tesori.

Per screditare e detronizzare i Vandenburg, Jarris McBrin fabbrica prove contro di loro, insinuando sia una collusione con organizzazioni dedite alla pirateria, che, come logica conseguenza, l'indegnità di Gideon Braver a succedere al padre. Tale macchinazione non riesce a sortire gli effetti voluti: McBrin non convince il Consiglio dei Rappresentanti ad eleggerlo Duca. Si decide, invece, di rimandare l'elezione al raggiungimento del 23º anno di età di Gideon.
Poco dopo la presa di posizione del Consiglio, Gideon Braver Vandenburg viene ingiustamente accusato di complotto e crimini contro il Ducato e costretto ad un esilio forzato dal proprio mondo natale. Jordan Rowe, un amico di famiglia, gli fornisce una via di fuga sicura su di una Nave da Sbarco militare, oltre a una somma di denaro e un vecchio modello di BattleMech.

Giunto su di un mondo vicino, per motivi di sicurezza abbrevia il proprio nome in Gideon Braver, intraprendendo una carriera da mercenario e formando una propria piccola unità di MechWarrior: i Blazing Aces.
Braver, indagando sull'eccidio dei propri consanguinei, viene a sapere che coloro che hanno saccheggiato il Castello Vandenburg erano legati ad un certo Griez Grig, un criminale ricercato, che opera nell'orbita della Lega Draconis (guidata dalla Casata dei Kurita). Sul pianeta Land's End (ubicato nella Periphery), Gideon s'imbatte in uno dei tirapiedi di Gring. Ne nasce un accordo: potrà incontrare il suo capo in persona, impegnandosi però, a consegnare, prima, un messaggio ad un agente di Grieg, sul pianeta Dustball.

Sulla superficie di Dustball, il destinatario del messaggio (tale Brown) punta un'arma su di lui, ma desiste dall'intenzione di ucciderlo quando scopre che il "messaggio" contiene un veleno mortale: diviene chiaro che Griez Grig vuole morti sia Gideon Braver che Brown. Quest'ultimo suggerisce a Gideon di fuggire in un altro sistema stellare, imbarcandosi sulla BalzoNave contrabbandiera battezzata Stone Arrow, il cui capitano è un uomo conosciuto come Kangaroo Jack. Per contattare lui, Gideon rintraccia il fratello di Kangaroo, pilota dell'unità mercenaria Smithson's Chinese Bandits. Questi, gli rivela il mondo ove potrà rintracciare il fratello. Immediatamente dopo l'incontro, Gideon subisce un tentativo di assassinio ad opera di un cecchino.
Una volta sul pianeta indicatogli, un uomo di nome Kearny lo avvicina: è proprio un contatto del capitano della Stone Arrow. Kearny fornisce a Gideon un indirizzo dove potrà incontrare Jack ad un'ora stabilita: lo informa inoltre, che, l'unità mercenaria Black Widow Company (giunta sulla Luna di Ander, proprio a bordo della Stone Arrow, recando insegne camuffate) è la responsabile dell'attacco al Castello Vandenburg.
Kangaroo Jack, viene ucciso prima che Gideon lo possa incontrare.
Braver scova Natasha Kerensky, capitano della Black Widow Company, in un bar ubicato su di un pianeta della Lega Draconis. La Kerensky nega ogni coinvolgimento e si adira: solo l'intervento di una misteriosa donna di nome Tasha lo salva da un pestaggio da parte degli uomini della Kerensky. Tasha si rivela essere un agente operativo del servizio segreto dei Soli Confederati e fornisce a lui, file che rivelano come la società Matabushi Incorporated (legata alla Casata dei Kurita) sia dietro ai Dark Wing, una coalizione di mercenari, artefice vera del massacro dei Vandenburg, commissionato dai Kurita nell'ambito dell'"Operazione Inroad", condotta contro i Soli Confederati. Tasha rivela che Kearny è in realtà un uomo dell'agenzia di spionaggio della Casata Kurita e che la Black Widow Company non ha nulla a che fare con l'incursione al suo castello. In sostanza, Kearny, stava spingendo Gideon a farsi uccidere dagli uomini della Kerensky. Persino Jordan Rowe, l'amico di Gideon, in verità lavora per la Matabushi.
Sbarcato su Albiero, mondo appartenente alla Lega Draconis in cui, a seguito d'informative, l'agente Kearny sarebbe stato localizzato, Gideon si trova nel mezzo di un'offensiva contro il quartier generale della Matabushi Incorporated (sferrato dai servizi segreti dei Soli Confederati), che culmina in uno scontro fra Tasha e Kearny: questi si accusano vicendevolmente di essere operativi Kurita. Gideon decide di fidarsi di Tasha, la quale soggioga Kearny.

Ad operazione conclusa, Tasha rende noto a Gideon l'ubicazione del Calice di Herne: l'oggetto sacro è custodito dai Dark Wing per conto della Matabushi.

Acquisita la notizia, Gideon B. Vandenburg e la sua unità di MechWarrior, rintracciano e sconfiggono i mercenari Dark Wing e ritrovano il Calice di Herne (cinque anni dopo la sua sottrazione).

Il recupero del calice e le prove contenute in un data disk (fornito da Tasha), riguardanti la verità sull'assalto al Castello Vandenburg, cancellano la macchia del disonore dalla famiglia Vandenburg.

## Modalità di gioco

### Panoramica
In MechWarrior, il giocatore viaggia per la Inner Sphere, negoziando contratti con le cinque grandi Casate nobiliari. A seconda delle azioni compiute, la sua unità mercenaria svilupperà una buona reputazione o una pessima nomea con ogni Casata.
La trama si dipana per mezzo di "dialoghi a scelta multipla" e da questi è pesantemente influenzato il destino dell'avatar del giocatore. Esiste anche il fattore casuale: giocando a due partite diverse potrebbe divenire necessario cercare un personaggio della storia su pianeti differenti. Il sistema di gioco è impostato in modo da non concedere grandi margini d'errore: una scelta sbagliata infatti sarà fatale in molti casi o impedirà di completare il gioco.
L'elemento principe di MechWarrior riguarda i BattleMech: possono essere comperati/venduti o riparati. Analogamente, i piloti mercenari si possono assoldare e licenziare. La reputazione acquisita dall'unità comandata dal giocatore è determinante per assoldare mercenari di maggiore abilità.

### Simulazione di combattimento
A seconda delle missioni, al giocatore vengono proposti contratti aventi per oggetto, ad esempio, la difesa di un impianto industriale, la distruzione di un deposito di munizioni, l'annientamento di un nemico.
Ogni BattleMech appartiene ad una particolare classe di utilizzo:
- classe Leggera: mech veloci e dalle dimensioni "contenute" impiegati nelle operazioni di ricognizione e per gli attacchi in stile guerriglia;
- classe Media: mech sufficientemente agili e potenti per le incursioni;
- classe Pesante: macchine progettate per generare un notevole volume di fuoco, dotate di corazze e sistemi difensivi attivi in grado di proteggerle da un fuoco nemico pesante e sopperire all'assenza di agilità.

Le modalità di combattimento seguono le norme del gioco da tavolo BattleTech. La potenza di fuoco è limitata dalla capacità del mech di dissipare il calore conseguenza stessa dell'azione offensiva. I danni vengono riportati dopo ogni missione e le riparazioni hanno un costo. Alle prime battute del gioco si può essere costretti ad accomodare solo parzialmente una parte del proprio mech a causa dei fondi limitati.
Durante il combattimento, il giocatore può anche impartire comandi di base ai propri gregari, i quali sono dotati di una intelligenza artificiale semplice. Una caratteristica interessante proprio di questa IA è la capacità, da parte dei personaggi impegnati al fianco del giocatore, di ripiegare autonomamente se un danno al proprio mech raggiunge un livello prestabilito.

## Tecnologia
Il motore di gioco è dotato di grafica vettoriale semplice e utilizza una risoluzione di 320 x 200 pixel, con una palette di 16 colori ed è una versione migliorata del motore che spingeva il videogioco Arcticfox per Amiga, uscito nel 1986 e sviluppato sempre da Dynamix.